# Thanh niên
Thanh niên (tiếng Anh: young adult), hay còn gọi là người trẻ hoặc người trẻ tuổi, là thuật ngữ chung chỉ một người trong độ tuổi từ khoảng 18-20 cho đến những năm 30 tuổi, mặc dù các định nghĩa và quan điểm về độ tuổi này vốn rất đa dạng, phong phú, ví dụ như lý thuyết các giai đoạn phát triển tâm lý xã hội của nhà tâm lý học Erik Erikson người Mỹ gốc Đức. Tuổi thanh niên trong quá trình trưởng thành của con người là giai đoạn trước khi bước vào tuổi trung niên.